# Dichromodes partitaria
Dichromodes partitaria är en fjärilsart som beskrevs av Walker 1866. Dichromodes partitaria ingår i släktet Dichromodes och familjen mätare. Inga underarter finns listade i Catalogue of Life.